# Ла Боулт (Јужна Дакота)
Ла Боулт (енгл. La Bolt) град је у америчкој савезној држави Јужна Дакота.

## Демографија
По попису из 2010. године број становника је 68, што је 18 (-20,9%) становника мање него 2000. године.
| Група             | 2000.      | 2010.      |
| Белци             | 82 (95,3%) | 66 (97,1%) |
| Афроамериканци    | 0 (0,0%)   | 0 (0,0%)   |
| Азијати           | 0 (0,0%)   | 0 (0,0%)   |
| Хиспаноамериканци | 0 (0,0%)   | 0 (0,0%)   |
| Укупно            | 86         | 68         |